# Station Ria
Station Ria is een spoorwegstation in de Franse gemeente Ria-Sirach.